# Сат, Оюн-оол Доктугу оглу
Оюн-оол Доктугу оглу Сат (род. 9 ноября 1949) — тувинский художник-карикатурист, живописец, педагог, велопутешественник. Создатель национального флага Тувы.

## Биография
Родился 9 ноября 1949 года в городе Чадан Дзун-Хемчикского района Тувинской автономной области. В 1967 году окончил среднюю школу № 1 г. Чадан. В 1967—1970 годы был рабочим геолого-маркшейдерского отдела, лаборантом по качеству угля Чаданского угольного разреза. В 1970 году поступил Кызылское училище искусств на художественное отделение. В 1974 году окончив Кызылское училище искусств, с 1974 по 1977 годы преподавал в художественном отделении Кызылского училища искусств. С 1977 по 1982 годы обучался на художественно-графическом факультете Ленинградского Государственного Педагогического Института имени Герцена. В 1982 году опять устроился работать преподавателем художественного отделения Кызылского училища искусств. С 1992 по 1994 годы был заместителем директора и главным художником Народно-Художественных Промыслов и Сувениров Республики Тыва. С 1994 по 1995 годы проработал директором, завхозом, учителем рисования и переводчиком Тыва-Турецкого лицея.
24-28 июля 1995 года по приглашению Центра по правам человека ООН, принял участие в работе Организации Непризнанных Наций и Народностей в г. Женеве. В 1996—2002 годы методист рисования, черчения и труда, заведующий кафедрой национальной культуры и традиций Тувинского института развития образования и повышения квалификации. В настоящее время пенсионер, сотрудничающий с детской газетой «Сылдысчыгаш» и журналом «Алдын-Кушкаш».

## Творчество
Сат Оюн-оол начал рисовать в 4 классе. Увидев альбом для рисования двоюродного брата, начал тренироваться, увлекся рисованием. В 8 классе его привлекли к работе в стенгазете. Так до десятого класса рисовал стенгазету. Постепенно начал рисовать одноклассников. Им тогда было по 16-17 лет, и они так старательно и честно позировали.Поступил в училище искусств, отучился, остался преподавать. Потом почувствовал, что не хватает знаний, решил учиться дальше и поступил в институт имени Герцена в Ленинграде, на художественно-графический факультет. Во время учёбы в Ленинграде начал рисовать карикатуры. В них он показывает негативные стороны нашей жизни и этим старается воздействовать на того или иного человека. Но в них нет злости, скорее там больше мягкого юмора, чем злобы. Сюжеты, в основном, он берет из нашей жизни, и из своей. У него любимая картина «Реквием». Посвятил он к своим погибшим родственникам. Он не только создатель национального флага Тувы, но создатель клуба велотуристов «Хараачыгайлар» (Ласточки). Путешествовал на велосипеде по странам Балтии.

## Основные произведения
Живопись:
1. Реквием. 1994 г.
2. Спасибо КПСС. 1992 г.
3. Фауна защищается. Х. м.
Книжная графика:
1. Аркадий Гайдар. Чук биле Гек.
2. Маадыр-оол Ховалыг. Хаяда хадыңнар.
3. Кечил-оол Экер-оол. Девидээн ада.
4. Василий Монгуш. Кадай-кыска хаан-на мен.
Карикатура:
1. Этих занеси в Красную книгу исчезающих.
2. Обзор прессы.
3. Что он тут делает?!
4. Две собаки.
5. Иллюстрации к речитативу Амура Хоюгбана «Мен тыва мен».